# أرميانسك
أرميانسك (Армянськ) هي مدينة تقع في شبه جزيرة القرم في أوكرانيا.
تأسست أرميانسك في القرن الثامن عشر من قبل الأرمن واليونانيين القاطنين في أور كابي، المعروفة حاليا ببيريكوب في أوكرانيا. الاسم الأصلي للمدينة كان «إرميني بازار» وغُيِّر إلى أرميانسك.
تشهد المنطقة منذ أوائل 2014م أزمة سياسية بعدما قامت القوات المسلحة الروسية ببسط سيطرتها على شبه الجزيرة، واجرت استفتاء من بعده ضمت شبه الجزيرة إلى قوام روسيا الاتحادية والذي اعتبرته اوكرانيا ومعها المجتمع الدولي احتلال وتعدي على سيادة اوكرانيا ووحدة اراضيها.

## مقالات ذات صلة
- ضم الاتحاد الروسي للقرم
- التدخل العسكري الروسي في أوكرانيا
- أوبلاستات أوكرانيا